# Pocket HPH
Pour les articles homonymes, voir HPH.
Pocket HPH est un moteur compact pour PHP, conçu pour faire fonctionner ce dernier sur les assistants mobiles.
Il existait déjà des tentatives portages de Apache sur Pocket PC, mais cette fois-ci c'est une grande nouvelle pour les développeurs d'applications Web en PHP. En effet, PocketHPH est un interpreteur compatible avec le PHP (entre la version 4 et la 5) construit spécifiquement (il ne s'agit pas d'un portage ou d'une recompilation pour Windows CE) qui fait également office de serveur Web.
PocketHPH est actuellement en version de démonstration.